# 作礼山 (佐賀県)
作礼山（さくれいざん）は佐賀県唐津市にある標高887.1メートルの山。九州百名山に選ばれている。
天山から約8km西北西にあり、脊振山地の南の山々から佐賀県南西部の低山・丘陵地帯への遷移部に位置する。南麓の平之川と西麓の右伊岐佐川はともに松浦川水系。
唐津市相知町伊岐佐と同市厳木町平之の境にあたる。2つの峰があり、うち西峰が作礼山の最高地点。その400m東にある東峰には作礼岳権現神社（作礼神社の上宮）が鎮座し、権現山とも呼ばれる。頂上付近にみどり池、中の池、じゅんさい池の3つの自然湧水池がある。そのほとりには「作礼山キャンプ場」が設けられていたが、2013年3月に閉鎖された。2つの峰の中間付近にはキャンプ場附設のローラー滑り台などの遊具が設置されていた。
白木木場ルート、栗ノ木ルート、屋敷ルート、鈴虫峠ルートなど複数の登山ルートが存在する。厳木町側では、9合目の駐車場まで車道が整備されている。
平之川沿いには紅葉の名所である環境芸術の森、右伊岐佐川から尾根1つ北の左伊岐佐川上流にはアジサイの名所で日本の滝百選に選ばれた見帰りの滝がある。